# Добеґнево
Добеґнево (пол. Dobiegniewo) — село в Польщі, у гміні Влоцлавек Влоцлавського повіту Куявсько-Поморського воєводства.
Населення — 78 осіб (2011).
У 1975-1998 роках село належало до Влоцлавського воєводства.

## Демографія
Демографічна структура станом на 31 березня 2011 року:
|          | Загалом | Допрацездатний вік | Працездатний вік | Постпрацездатний вік |
| -------- | ------- | ------------------ | ---------------- | -------------------- |
| Чоловіки | 39      | 8                  | 28               | 3                    |
| Жінки    | 39      | 12                 | 25               | 2                    |
| Разом    | 78      | 20                 | 53               | 5                    |